# Silvestro Benedetti
Silvestro Benedetti (falecido em 1537) foi um prelado católico romano que serviu como bispo de Luni e Sarzana (1497–1537).

## Biografia
No dia 28 de abril de 1497, Silvestro Benedetti foi nomeado durante o papado de Alexandre VI como Bispo de Luni e Sarzana, onde serviu como bispo até à sua morte em 1537.
 